# Tuulisui
Tuulisui (deutsch etwa Mit dem Mund des Windes) war die Selbstbezeichnung einer literarischen Gruppierung der estnischen Literatur. Sie entstand in den 1940er Jahren in Estland um einen Kreis von Tartuer Literaten.
Prominente Vertreter von Tuulisui waren die Schriftsteller Raimond Kolk, Kalju Lepik (der als Initiator der Gruppierung gilt) und Ilmar Talve. Mit der sowjetischen Besetzung Estlands flohen alle drei 1944 nach Schweden. Im Exil setzten sie ihre Zusammenarbeit fort. Mit der Gruppe eng verbunden waren außerdem die Schriftsteller Karl Ristikivi, Ilmar Laaban, Leili Andre und Arvo Mägi.
Das literarische Manifest von Tuulisui erschien 1945 in dem Sammelband Kisendad, kodumaa! („Du schreist, Heimatland!“). Es forderte von Literatur und Kunst Nationalismus, Kunstvorsatz, Realismus und die Verteidigung allgemein-menschlicher Werte. Die Gruppierung wandte sich vor allem gegen den Surrealismus. Mit der Zeitschrift Sõna („Das Wort“) zeichnete sie von 1948 bis 1950 auch für eine wichtige Publikation in der Anfangsphase der estnischen Exilliteratur verantwortlich. Anfang der 1950er Jahre löste sich die Gruppierung auf.